# Гурійська
Гурі́йська — станиця в Бєлорєченському районі Краснодарського краю. Входить до складу Чернігівского сільського поселення.
Населення у 2010 році становило 654 особи.
Станиця розташована на лівому березі річки Пшиш, у гірсько-лісовій зоні, за 4 км північніше станиці Тверської де є залізнична станція, за 23 км південно-західніше міста Бєлорєченськ.